# Teodor Koskenniemi
Fredrik Teodor Koskenniemi (Vihti, 5 november 1887 – aldaar, 15 maart 1965) was een Finse atleet.

## Biografie
Koskenniemi nam deel aan de Olympische Zomerspelen 1920 en won de gouden medaille met het veldloopteam.

## Palmares

### 5.000 m
- 1920: 4e OS - 15.17,0

### veldlopen
- 1920: 6e OS (individueel) - 27.57,2
- 1920:  OS (landenteams)